# Javi Manquillo
Artikeln följer den spanska namnseden; faderns efternamn är Manquillo och moderns efternamn Gaitán.
Javier "Javi" Manquillo Gaitán, född 5 maj 1994, är en spansk fotbollsspelare som spelar för Celta Vigo. Han spelar främst som högerback.

## Karriär
I augusti 2014 blev det klart att Manquillo lånades ut från Atlético Madrid till Liverpool under två säsonger. Liverpool bröt sedan lånet i förhand med Manquillo och han blev därefter utlånad till Marseille. 
Den 21 juli 2017 värvades Manquillo av Newcastle United, där han skrev på ett treårskontrakt. Den 25 juni 2020 förlängde Manquillo sitt kontrakt med fyra år.
Den 21 januari 2024 värvades Manquillo av Celta Vigo, där han skrev på ett 1,5-årskontrakt.